# 八幡村 (愛媛県)
八幡村（やわたむら）は、愛媛県北宇和郡にあった村。現在の宇和島市中心部の北方、北宇和島駅の周辺にあたる。

## 地理
- 海洋: 宇和島湾
- 河川: 須賀川、高串川、光満川

## 歴史
- 1889年（明治22年）12月15日 - 町村制の施行により、下村・藤江浦・大浦・中間村・柿原村の区域をもって発足。
- 1921年（大正10年）8月1日 - 宇和島町と合併して宇和島市が発足。同日八幡村廃止。

## 交通

### 鉄道路線
- 宇和島鉄道
  - 宇和島鉄道線（現在はルート変更のうえ予土線の一部）
    - 下村駅

### 道路
現在は旧村域に松山自動車道および宇和島道路の宇和島北インターチェンジが所在するが、当時は未開通。